# Dictyonella marsilii
Dictyonella marsilii är en svampdjursart som först beskrevs av Topsent 1893.  Dictyonella marsilii ingår i släktet Dictyonella och familjen Dictyonellidae. Inga underarter finns listade i Catalogue of Life.